# Elias James Corey
Elias James Corey (Massachusetts, 12 de julho de 1928) é um químico estadunidense.
Foi agraciado com o Nobel de Química de 1990, "por seu desenvolvimento na teoria e metodologia de síntese orgânica", especificamente análise retrossintética. Considerado por muitos como um dos maiores químicos vivos, desenvolveu inúmeros reagentes sintéticos, metodologias, e consideravelmente tem avançado a ciência da síntese orgânica.